# Зельбстопфер
Зельбсто́пфер (нем. Selbstopfer, от нем. Selbst — сам и нем. Opfer — жертва, буквально — «Самопожертвование»), официально 5-я эскадрилья 200-й бомбардировочной эскадры (нем. 5. Staffel / Kampfgeschwader 200) или «Эскадрилья Леонида» — секретное подразделение люфтваффе, созданное по образцу японских лётчиков-камикадзе, солдаты которого должны были проводить атаки против союзников, обязательно жертвуя своей жизнью. Это подразделение было попыткой практической реализации концепции «умного оружия», которое должно было атаковать мосты, командные центры и даже вражеские самолёты.

## История

### Концепция самоубийственных атак
Идею создания отрядов самоубийц предлагали в своё время Отто Скорцени (смертники в торпедах) и Хайо Херрманн, а продвигала её активнее других Ханна Райч. Немцы считали, что благодаря психологической подготовке и фанатичному настрою их авиация сможет превзойти авиацию союзников и справиться с превосходящими силами противника. Идея самопожертвования уходила корнями в германскую мифологию, которую активно распространяла нацистская пропаганда. 28 февраля 1944 Ханна Райч в разговоре с Гитлером предложила идею создания отряда лётчиков-самоубийц. Гитлер согласился предоставить Райч средства для подготовки лётчиков. Однако Гитлер взял с Райч и её помощников слово: не вводить в бой самоубийц без полной подготовки. Подразделение получило негласное название «Эскадрон Леонида» в честь спартанского царя Леонида, который с 300 спартанских воинов сражался в Фермопильской битве до последнего воина, не желая сдаваться. Это должно было вдохновить лётчиков люфтваффе — научить их быть готовыми погибнуть в любом походе и принести свою жизнь в жертву ради победы. Подразделение включили в 200-ю эскадру — Kampfgeschwader 200.

### Выбор оружия
Для подготовки были выбраны изначально самолёты Fieseler Fi 103R Reichenberg — самолёты производства компании «Fieseler», которая разрабатывала и ракету «Фау-1». Самолёт фактически был управляемой «летающей бомбой»: у пилота при атаке были всего два варианта — или погибнуть с аппаратом, или выпрыгнуть с парашютом перед столкновением аппарата с целью. Последнее как раз давало шанс лётчику выжить, в отличие от японского Yokosuka MXY7 Ohka, который смертник не мог покинуть во время полёта.
Но командир эскадрильи Вернер Баумбах назвал это бесполезной тратой людских и материальных ресурсов, предложив использовать другой вариант — авиационный комплекс Mistel. Суть комплекса заключалась в том, что один крупный самолёт типа Junkers Ju 88 нёс на себе маленький самолёт, в большом вместо кабины пилота был огромный запас взрывчатого вещества. Маленький самолёт отцеплялся от большого и возвращался на базу, а большой летел к цели и взрывался. Ханна Райч предложила выбрать самолёты Messerschmitt Me 328 для отражения морского вторжения противника — переоборудовав их в самолёты-смертники, немцы планировали запускать их прямо под водой наподобие торпед и атаковать вражеский флот. Взрыв такого самолёта был эквивалентен взрыву авиабомбы массой 900 кг.
На испытаниях, однако, выявились проблемы с использованием самолётов типа Me-328. Запоздалое решение об использовании Fi 103R так и не было претворено в жизнь: в итоге люфтваффе использовало не только Me 328, но и всё, что подворачивалось под руку. Одной из причин боязни использовать Fi 103R стали неудачные испытания проекта «Mistel» на основе самолётов Heinkel He 111, которые развивали плохую скорость при атаке с Fi 103R. Сами же Fi 103R и на отдельных испытаниях показывали неудовлетворительные результаты, то и дело разбиваясь.

### Целесообразность
Идею поддержал Генрих Гиммлер, а чтобы сэкономить кадровый состав вермахта, предложил отправлять в эскадрилью тяжело раненых и даже заключённых, сформировав тем самым подобие сухопутного «штрафного батальона». Однако командование люфтваффе стало выступать резко против: Герман Геринг расценил это как глупую затею, а Эрхард Мильх и вовсе заявил о невозможности реализации подобной идеи. Гитлер, за которым оставалось последнее слово, заявлял многократно, что самоубийственная атака не вяжется с немецким характером, и что поступать таким образом в экстремальной ситуации для Германии будет как раз смертным приговором. И всё же фюрер разрешил Райч организовать подразделение. Гюнтер Кортен, начальник штаба люфтваффе, возложил ответственность за эскадрилью самоубийц на командира 200-й эскадры.

### Численность
Более 70 человек (в основном, молодые люди) пришли в подразделение. Вступая в него, они приносили клятву и подписывали заявление со следующими словами:
Здесь я добровольно соглашаюсь быть зачисленным в группу смертников как пилот управляемой бомбы. Я полностью осознаю, что моё участие в подобной деятельности приведёт к моей гибели.

### Участие в боях
9 июня 1944 Карл Коллер сообщил, что группа из Kampfgeschwader 200, оснащённая истребителями Focke-Wulf Fw 190, готова к «тотальным операциям». У каждого самолёта была огромная бомба на борту, а запас топлива был снижен по сравнению с обычными самолётами. Результаты обучения пилотов не удовлетворили командира эскадрильи Вернера Баумбаха, и тот стал укорять Альберта Шпеера за то, что тот не предоставил достаточно солдат для операции «Железный молот», в которой было куда более уместно использовать проект Mistel, а не тратить его на использование лётчиками-смертниками. Шпеер, в свою очередь, свалил всю вину на Гитлера. 15 ноября 1944 программа переподготовки была остановлена личным приказом Баумбаха: было переоборудовано всего 175 самолётов.
Единственный эпизод, который может свидетельствовать об использовании самоубийц люфтваффе — это битва за Берлин и атаки на построенные советскими солдатами мосты через реку Одер. Хайнер Ланге, подполковник люфтваффе, с 17 по 20 апреля 1945 руководил атаками на мосты. В ходе боёв были уничтожены 17 мостов и переправ, но по свидетельству историка Энтони Бивера, у немцев самоубийцы сумели только разрушить железнодорожный мост на Кюстрин, а жертвами бесполезных атак стали 35 лётчиков со своими самолётами. 21 апреля 1945 силы 4-й советской танковой армии вышли на рубеж Лукенвальде — Ютербог, и немцам пришлось не только прекратить атаки, но и эвакуировать авиабазу из Ютербога, откуда производились вылеты смертников.